# Хлестунов
Хлестуно́в — исчезнувший хутор в Миллеровском районе Ростовской области.

## История
С ноября 1924 года — в составе Туриловского сельсовета. По данным Всесоюзной переписи населения 1926 года — в Донецком округе Мальчевско-Полненского района Северо-Кавказского края РСФСР; 13 дворов, население — 82 человека (36 мужчин и 46 женщин); все жители — украинцы.

## Религия
Жители хутора относились к приходу Туриловской церкви в посёлке Туриловка. 